# موش کور طلایی سومالی
موش کور طلایی سومالی (نام علمی: Calcochloris tytonis) نام یک گونه از سرده طلایی‌موش‌های آفریقای میانه است.